# Seznam terorističnih napadov leta 2021
To je seznam terorističnih napadov, ki so se zgodili v letu 2021. Seznam vključuje tudi nasilne napade nedržavnih akterjev s političnim motivom.

## Smernice
- Če želite napad vključiti, morajo biti prispevki pomembni in jih s soglasjem zanesljivih virov opisati kot "terorizem".
- Vnosi na seznamu morajo biti v skladu s smernicami, opisanimi v slogovnem priročniku pod MOS: TERRORIST.
- Številke žrtev na tem seznamu so skupne žrtve incidenta, vključno s takojšnjimi in kasnejšimi žrtvami (na primer ljudje, ki so ranam podlegli po napadu).
- Naštete žrtve so žrtve. Žrtve storilcev so naštete ločeno (npr. X (+ y) pomeni, da je bilo x žrtev in y storilcev ubitih / ranjenih).
- Število žrtev je lahko podcenjeno ali nezadostno zaradi pomanjkanja informacij. Številka z znakom plus (+) pomeni, da je umrlo vsaj toliko ljudi (npr. 10+ pomeni, da je umrlo vsaj 10 ljudi) - dejanska številka bi lahko bila znatno višja. Številka z znakom plus (+) lahko tudi kažejo, da je to število žrtev.
- Če je število žrtev 20 ali več, bodo prikazane krepko. Poleg tega bodo podčrtane številke več kot 50 žrtev.

## Seznam
| Datum              | Tip                                                   | Mrtvi      | Poškodovani | Lokacija                         | Opis | Napadalec                            |
| ------------------ | ----------------------------------------------------- | ---------- | ----------- | -------------------------------- | --- | ------------------------------------ |
| 2. januar          | Množično streljanje                                   | 100+       | 75          | Tillaberi, Niger                 | Napadi na dve vasi v provinci Tillaberi v zahodnem Nigru, ki so povzročili 100 smrtnih žrtev in še 75 poškodb na meji z Malijem. | Islamisti (osumljeni)                |
| 2. januar          | Samomorilski napadalec                                | 5 (+1)     | 14          | Mogadiš, Somalija                | 22 km SZ od Mogadiša na gradbišču ceste med Mogadišem in Afgojo je samomorilski napadalec ubil 5 ljudi, od tega dva Turka in še 14 ranil. | Al-Shaabab                           |
| 3. januar          | Zabadanje                                             | 11         | 0           | Machh, Pakistan                  | Islamska država je prevzela odgovornost za uboj 11 rudarjev v Macchu v provinci Balochistan zaradi njihove verske pripadnosti. Rudarjem so prevezali oči in jim prerezali vratove. | ISIS-KP                              |
| 3. januar          | Zaseda                                                | 9          | 16          | Sirija                           | Pripadniki ISIS so napadli avtobus, ki je potoval po avtocesti v osrednji Sririji in pri tem ubili 9 ljudi, še 16 so jih ranili. | ISIS                                 |
| 4. januar          | Civilni napad                                         | 22         | Neznano     | Vzhodni Kongo                    | Napadalci so z mačetami pobili vse prebivalce vasi ter to nato oropali. Motiv je bil uporniškega značaja. | ADF                                  |
| 21. januar         | Samomorilski napad                                    | 32 (+2)    | 110         | Bagdad, Irak                     | Dva samomorilska napadalca sta napadla tržnico v središču mesta. Odgovornost za napad je brez dokazov prevzela Islamska država. | ISIS (osumljena)                     |
| 24. marec 5. april | Požiganje, obglavljanja, ropanje, množično streljanje | 108+ (+41) | Neznano     | Palma, Mozambik                  | Večja skupina islamistov je zasedla Palmo v provinci Cabo Delgado, kjer so napadali stavbe in ljudi. Islamisti so ubili več ljud, preden je Mozambik znova prevzel oblast nad mestom nekaj dni kasneje. Zaradi bojev se je več naftnih podjetij odločilo prekiniti operacije na temu območiju. Mesto Palma je bilo po bojih razrušeno. | Islamistična država Ansar al-Sunna   |
| 28. marec          | Samomorilski napad                                    | 0 (+2)     | 20          | Makassar, Indonezija             | Dva osumljena samomorilca sta na cvetno nedeljo napadla katedralo svetega srca v Makassarja na Sulawesiju v Indoneziji. Najmanj 20 ljudi je bilo poškodovanih. Napadalca sta pripadala islamistični teroristični skupini Jamaah Ansharut Daulah.                                                                                       | Jamaah Ansharut Daulah (osumljeni)   |
| 5. april           | Pobeg iz zapora                                       | 0          | 0           | Owerri, Nigerija                 | Večja oborožena skupina ljudi je z eksplozivi vdrla v zapor v Owerriju v Nigeriji in osvobodila 1844 zapornikov. | Eastern Security Network (osumljeni) |
| 21. april          | Avtomobilska bomba                                    | 5          | 12          | Quetta, Pakistan                 | Avtomobilska bomba je eksplodirala v parku pred luksuznim hotelom Serena Hotel v glavnem mestu Baločistana. Islamistična skupina Tehrik-i-Taliban Pakistan, ki je prevzela odgovornost za napad, trdi, da je bil napad samomorilski.                                                                                                   | Tehrik-i-Taliban Pakistan            |
| 25. april          | Napad z RPG-jem                                       | 31         | Neznano     | Mainok, Nigerija                 | Skupina džihadistov je s tovornjaki prispela na kraj in tam z raketometalci napadla vojaški konvoj ter pripadajočo vojaško bazo. | ISWAP                                |
| 3. maj             | Požiganje, množično streljanje                        | 30         | 20          | Kodyel, Burkina Faso             | Približno 100 upornikov je napadlo hiše v vasi v provinci Komondjari v Burkina Fasu in postrelilo njihovo prebivalstvo. | Islamisti (osumljeni)                |
| 8. maj             | Avtomobilska bomba                                    | 85         | 147         | Kabul, Afganistan                | Najmanj 85 ljudi je bilo ubitih in še nekaj poškodovanih v bombardiranju šole v glavnem mestu Afganistana. Napad se je zgodil v soseščini, ki je pogosto tarča terorističnih napadov ISIL-KP. | Neznan                               |
| 23. maj            | Množično streljanje                                   | 18         | 0           | San Miguel del Ene, Peru         | V enem izmed barov v rdeči četrti v San Miguel del Enu v provinci Satipo v Peruju je bilo ubitih 18 ljudi. Na truplih so bile najdene tudi listine Komunistične partije Peruja s simbolom srpa in kladiva in definicijo napada kot socialno čiščenje.                                                                                  | Komunistična partija Peruja          |
| 4. in 5. junij     | Množično streljanje                                   | 152        | Neznano     | Solhan in Tadaryat, Burkina Faso | 4. junija zvečer je bilo ubitih 13 civilistov in en vojak v napadu na vas Tadaryat v Burkina Fasu. Napadalci so tudi pokradli motorna kolesa in živino. 5. junija so napadli še vas Solhan in tam ubili okrog 160 civilistov. | Neznan                               |
| 6. junij           |                                                       | 4          | 1           | Ontario, Kanada                  | Nathaniel Veltman je iz islamofobije med prečkanjem ulice povozil družino islamske vere, preživel je le devetletnik. | Nathaniel Veltman                    |
| 7. junij           | Civilni napad                                         | 40+        | Neznano     | provinca Benue, Nigerija         | Fulanski ekstremisti so ponoči napadli vas v skupnosti Odugbeho in ubili več kot 40 ljudi. | Fulanski ekstremisti                 |
| 9. junij           | Avtomobilska bomba                                    | 16         | 117         | provinca Balch, Afganistan       | V napadu s tovornjakom bombo je bilo ubitih 16 ljudi, še 117 je bilo poškodovanih. Policijska uprava je bila skoraj razrušena, poleg nje je bilo poškodovanih še 10 hiš in okrog 80 trgovin. | Talibani                             |
| 9. junij           | Množično streljanje                                   | 10         | 12          | provinca Baglan, Afganistan      | Zamaskirani strelci so ubili 10 rudarjev, ki so delovali za novinarsko podjetje Halo Trust. Napad naj bi bil anarhistične narave. | ISIS                                 |